# Tellingstedt
Tellingstedt – miejscowość i gmina w Niemczech, w kraju związkowym Szlezwik-Holsztyn, w powiecie Dithmarschen, wchodzi w skład urzędu Kirchspielslandgemeinden Eider.